# Caffrowithius elgonensis
Espèce
Synonymes
- Plesiochernes elgonensis Vachon, 1945

Caffrowithius elgonensis est une espèce de pseudoscorpions de la famille des Chernetidae.

## Distribution
Cette espèce se rencontre au Kenya et en Ouganda.

## Étymologie
Son nom d'espèce, composé de elgon et du suffixe latin -ensis, « qui vit dans, qui habite », lui a été donné en référence au lieu de sa découverte, le mont Elgon.

## Publication originale
- Vachon, 1945 : Mission scientifique l'Omo, vol. 6, part 10. Chernètes. Mémoires du Muséum National d'Histoire Naturelle, Paris, nouvelle série, vol. 19, p. 187-197.